# An Daingean
An Daingean (o Daingean Uí Chúis "el fort d'Ó Cúis", en anglès Dingle)) és una ciutat d'Irlanda, a la Gaeltacht del comtat de Kerry, a la província de Munster. És l'única vila a la península de Dingle, als marges de l'oceà Atlàntic, a uns 50 km al sud-oest de Tralee i 71 km al nord-oest de Killarney.

## Història
La vila es va desenvolupar arran de la invasió normanda d'Irlanda, ja que durant el segle xiii fou preferida com a port exportador a Limerick i el 1257 una ordenança d'Enric III d'Anglaterra imposà taxes a l'exportació pels ports. Cap al segle xiv es va desenvolupar l'exportació del vi. Cap al 1329 el cap de la zona, Maurice FitzGerald, 1r comte de Desmond, en va imposar una taxa. Cap al segle xvi es desenvoluparia la pesca i la importació de vins dueropeus, cosa que va atraure molts comerciants francesos i espanyols.
El 1529 Thomas Fitzgerald, 11è comte de Desmond i l'emperador Carles I d'Espanya signaren el Tractat de Dingle. Dingle també fou un dels principals ports de pelegrinatge cap a Santiago de Compostel·la i l'església de la seva parròquia fou dedicada a Sant Jaume.
Cap al 1569 el comerç de la vila es va incrementar i fou una de les 15 viles amb monopoli en la importació de vi. Però fou l'escenari de les activitats militars de 1579-1580- El 17 de juliol de 1579 James FitzMaurice FitzGerald organitzà una petita flota i s'embarcà en la Segona Rebel·lió Desmond, però va morir en una petita escaramussa amb les forces del seu cosí. La flota ancorà a Dún an Óir i participà en el setge de Smerwick de 1580.
Cap al 1607 va rebre estatut municipal del rei Jaume I d'Anglaterra cosa que li permetia enviar dos representants al Parlament d'Irlanda. La ciutat fou saquejada diverses vegades durant la Guerra dels Nou Anys (1594-1603) i en la Guerra dels Tres Reis (1639-1651). Cap al 1755 va florir la indústria del lli fins que es va imposar el teixit de cotó anglès el 1837. El 1849 també va patir una epidèmia de colera.

## Canvi de nom
En 2005 Eamon Ó Cuív, Ministre d'Afers de la Gaeltacht, va anunciar que la versió anglesa de la toponímia de les àrees Gaeltacht (incloent part de Dingle) ja no apareixerien als senyals i serà reemplaçades pels noms irlandesos. Així Dingle fou substituït per An Daingean.

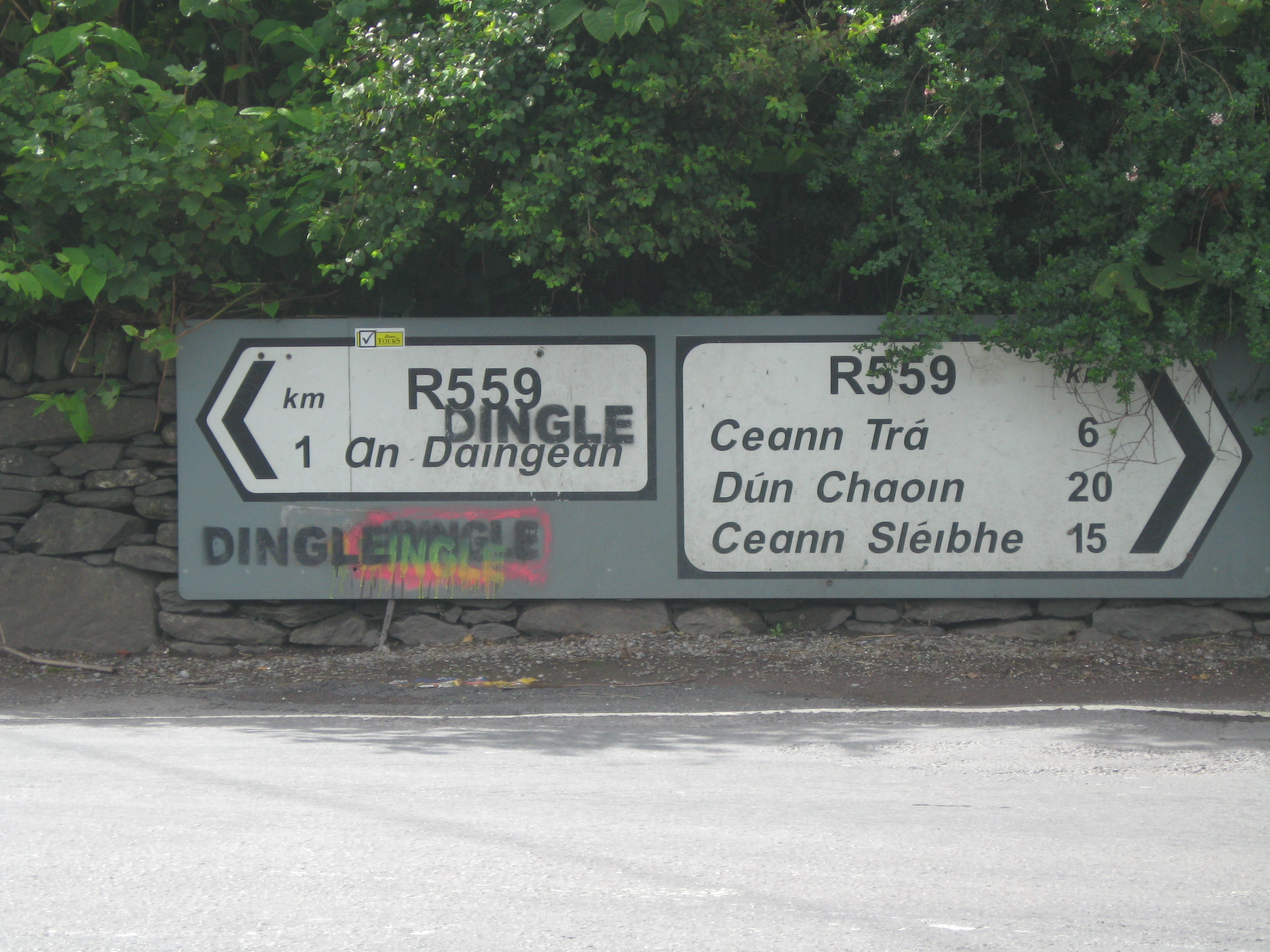
Rètols amb pintades

Aquest canvi fou sotmès a controvèrsia, ja que la ciutat depèn en bona part del turisme i temien que això els pogués espantar, ja que els turistes no coneixien la toponímia irlandesa i podien confondre el nou nom oficial amb el de Daingean al Comtat d'Offaly. Els partidaris del ministre va rebutjar aquest argument assenyalant que hi ha diverses ciutats a Irlanda que tenen noms similars, iguals, com Blackrock (que es troba en els comtats de Louth, Cork, Galway i Dublín). El ministre ha afegit que el retorn a la versió en anglès equivaldria a retirar la ciutat de la seva Gaeltacht, així com l'ajuda financera que comporta.
El Consell del Comtat de Kerry va organitzar a l'octubre de 2006 un referèndum sobre el tema i guanyà l'elecció d'una versió bilingüe "Dingle/Daingean Uí Chúis" (1.005 de 1.086 vots) Tot o que el 2008 el ministre es va comprometre a revisar la llei local, els cartells encara estan únicament en irlandès.

## Galeria d'imatges

An Daingean - Dingle
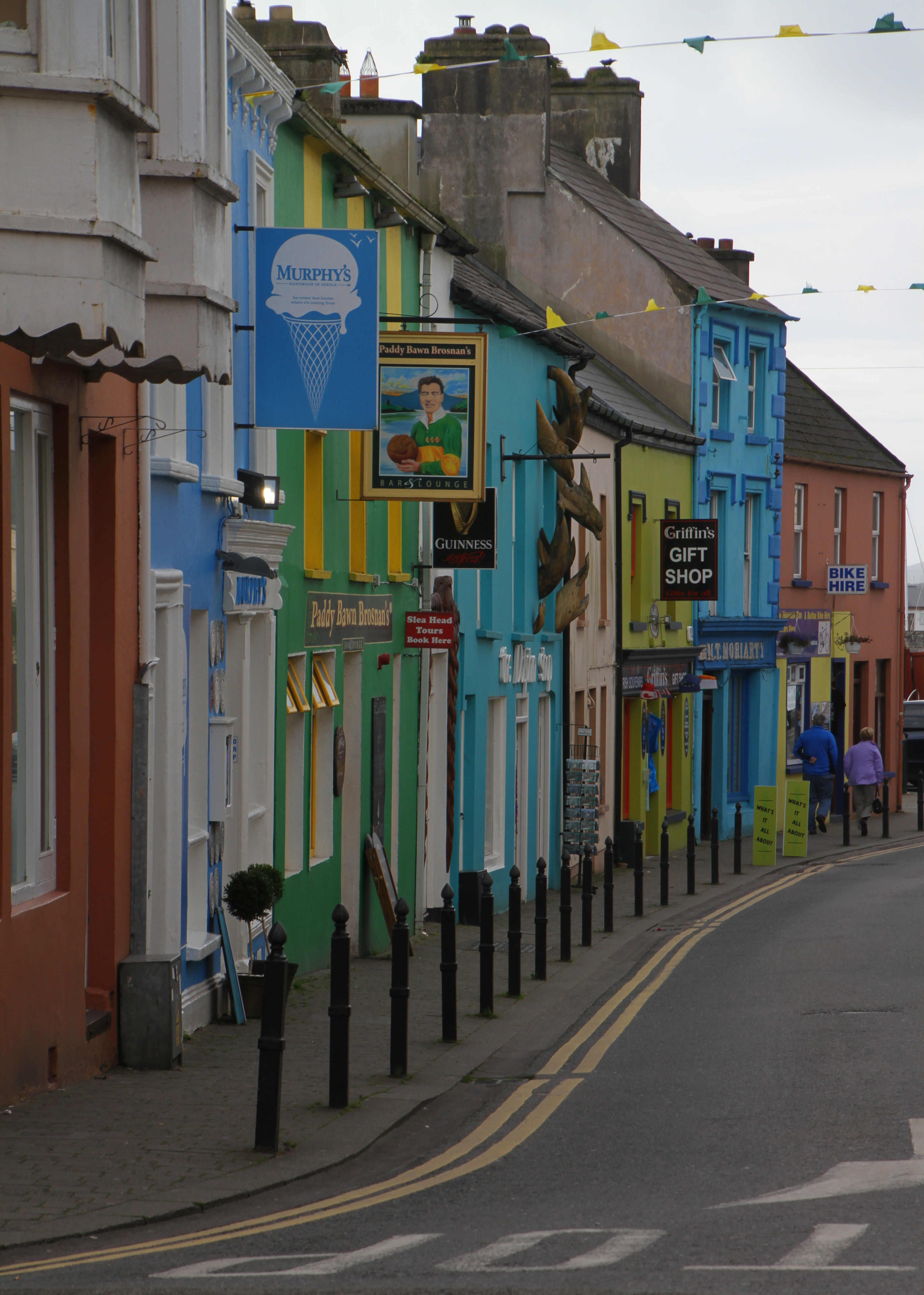
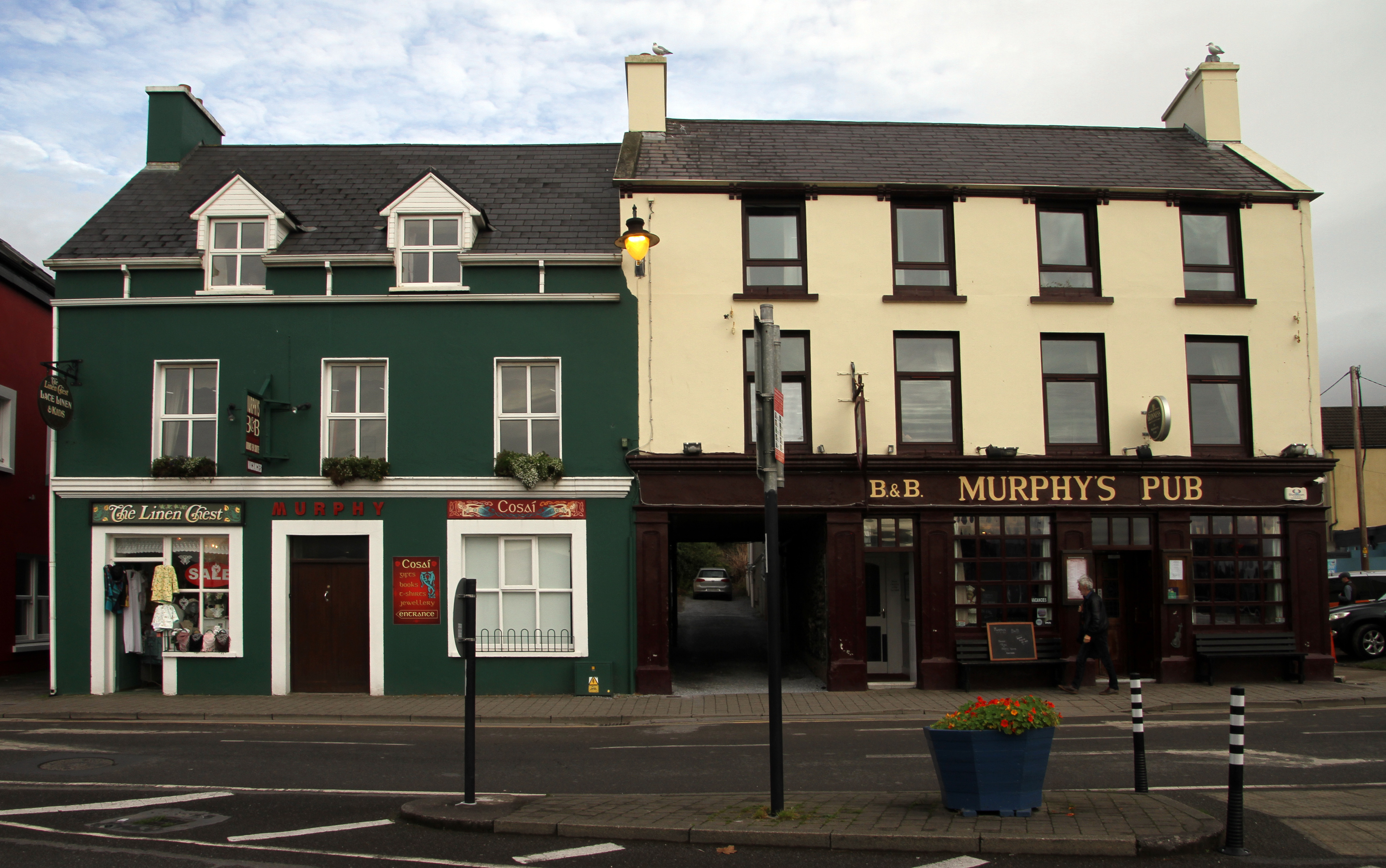
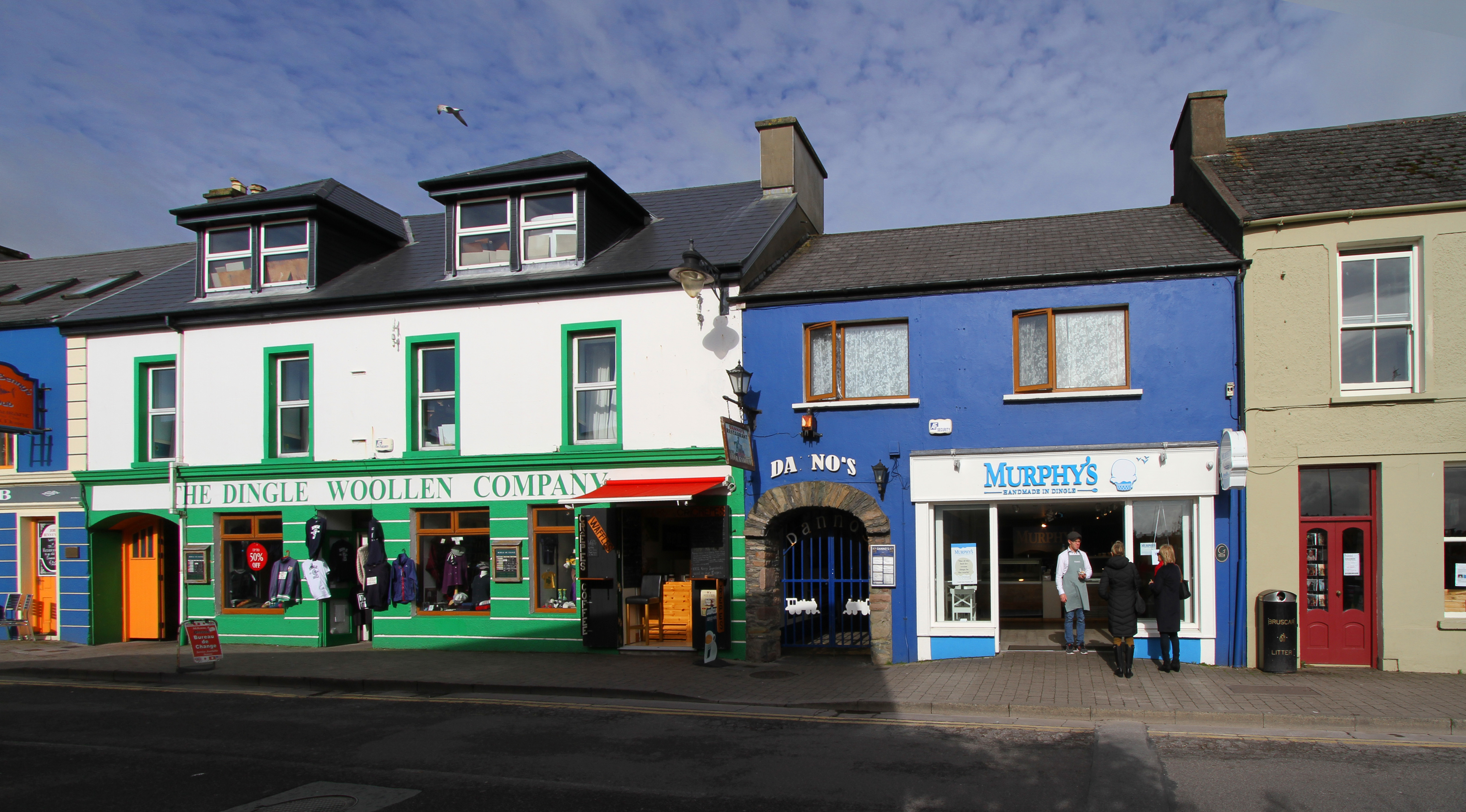
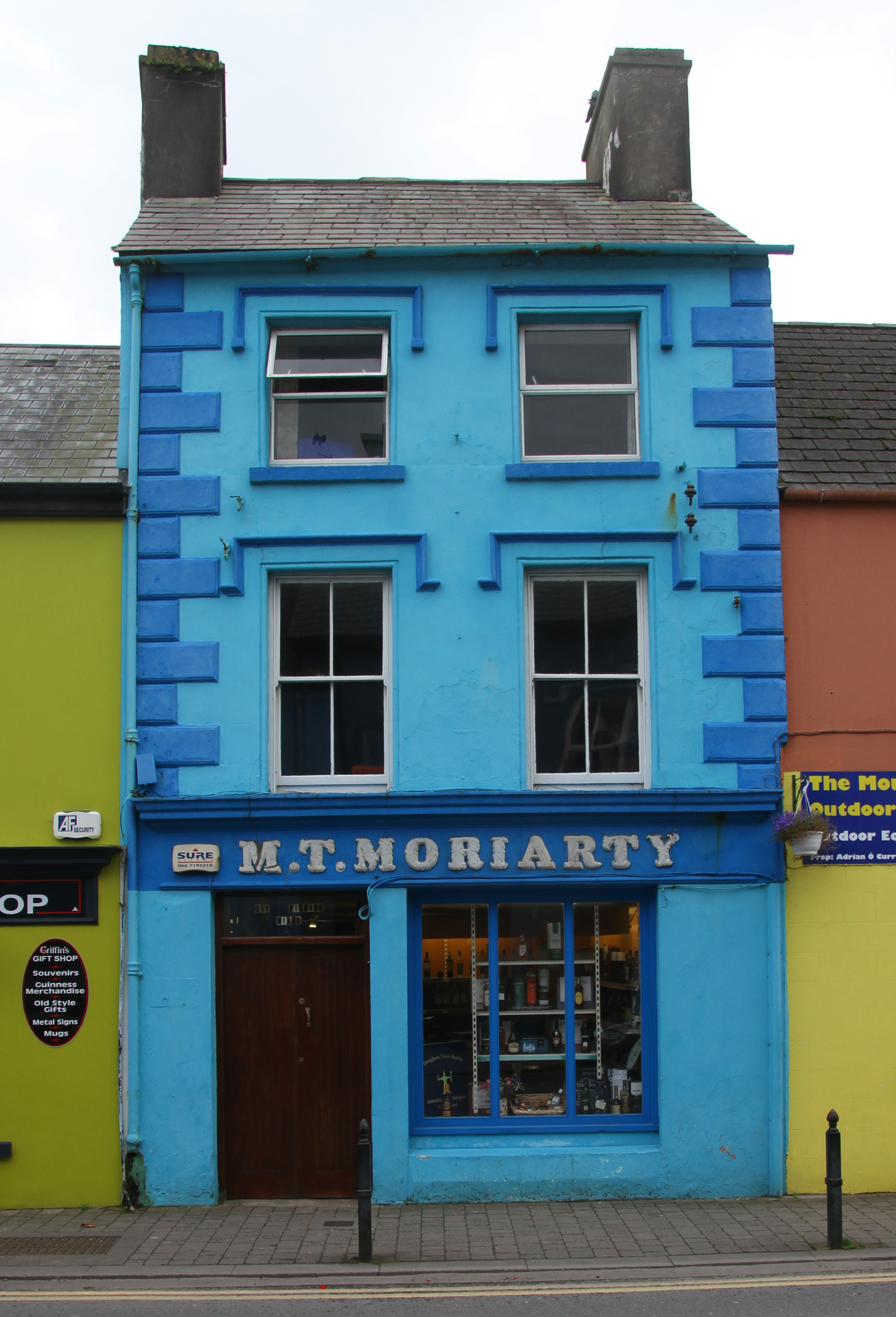
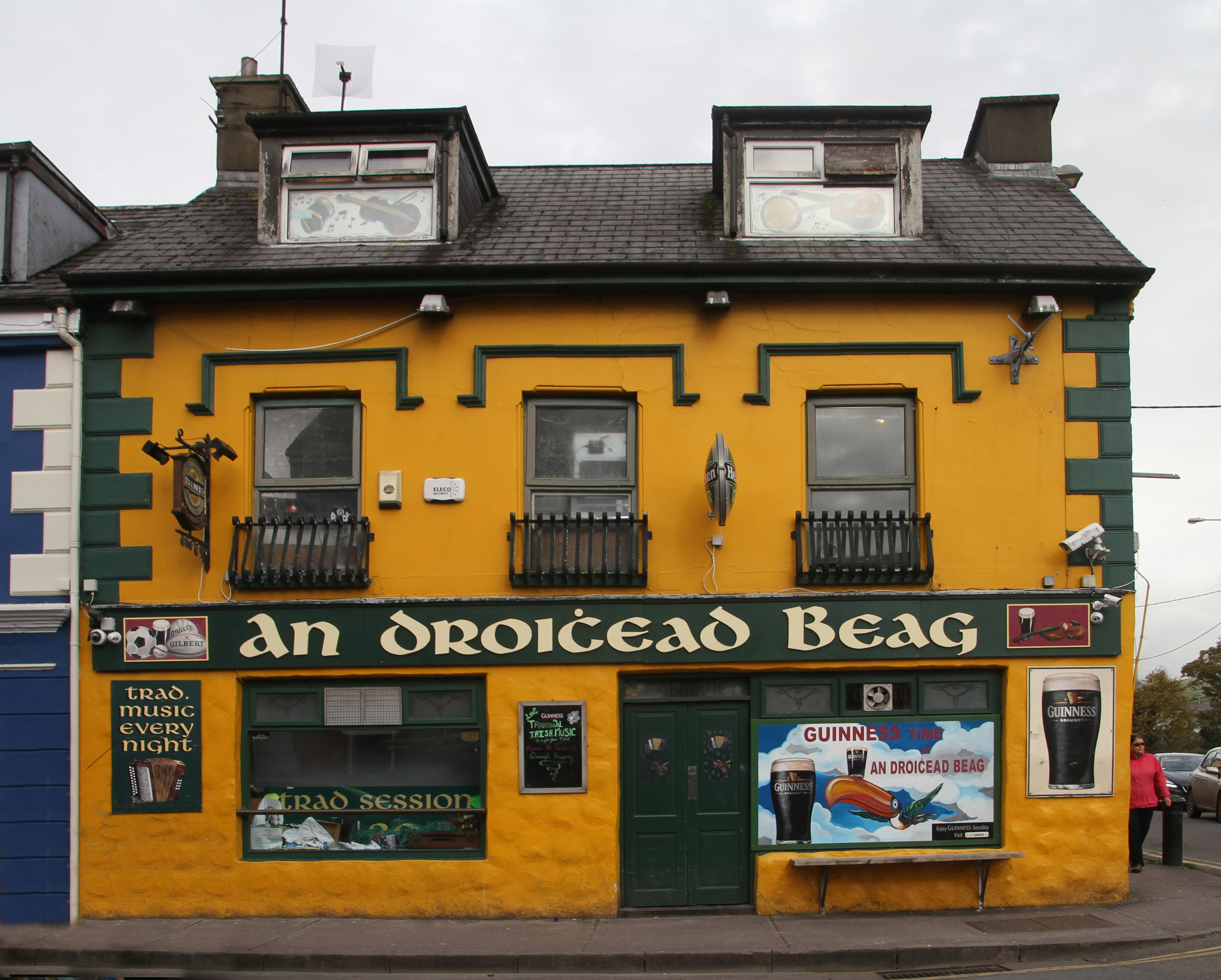
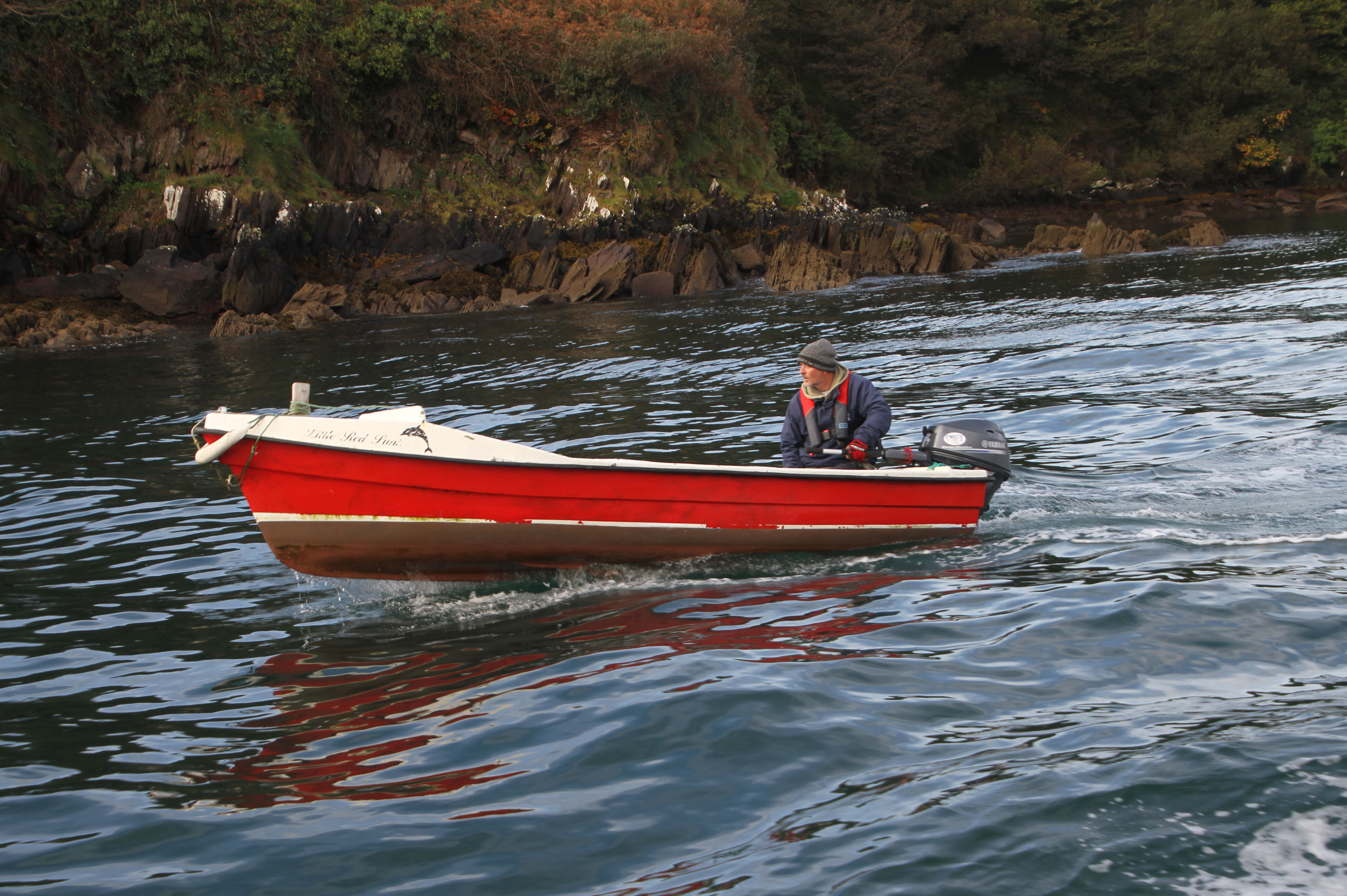
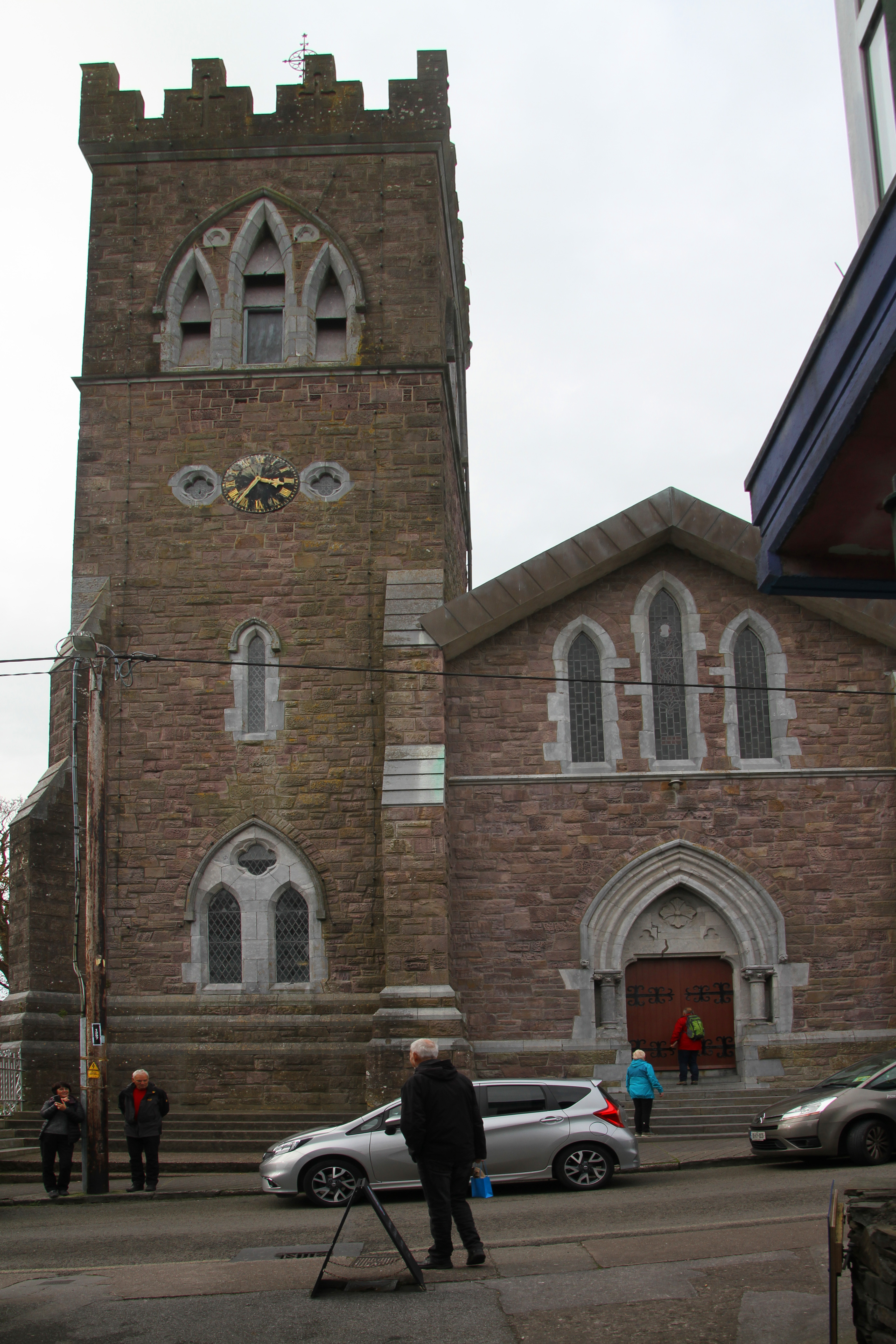
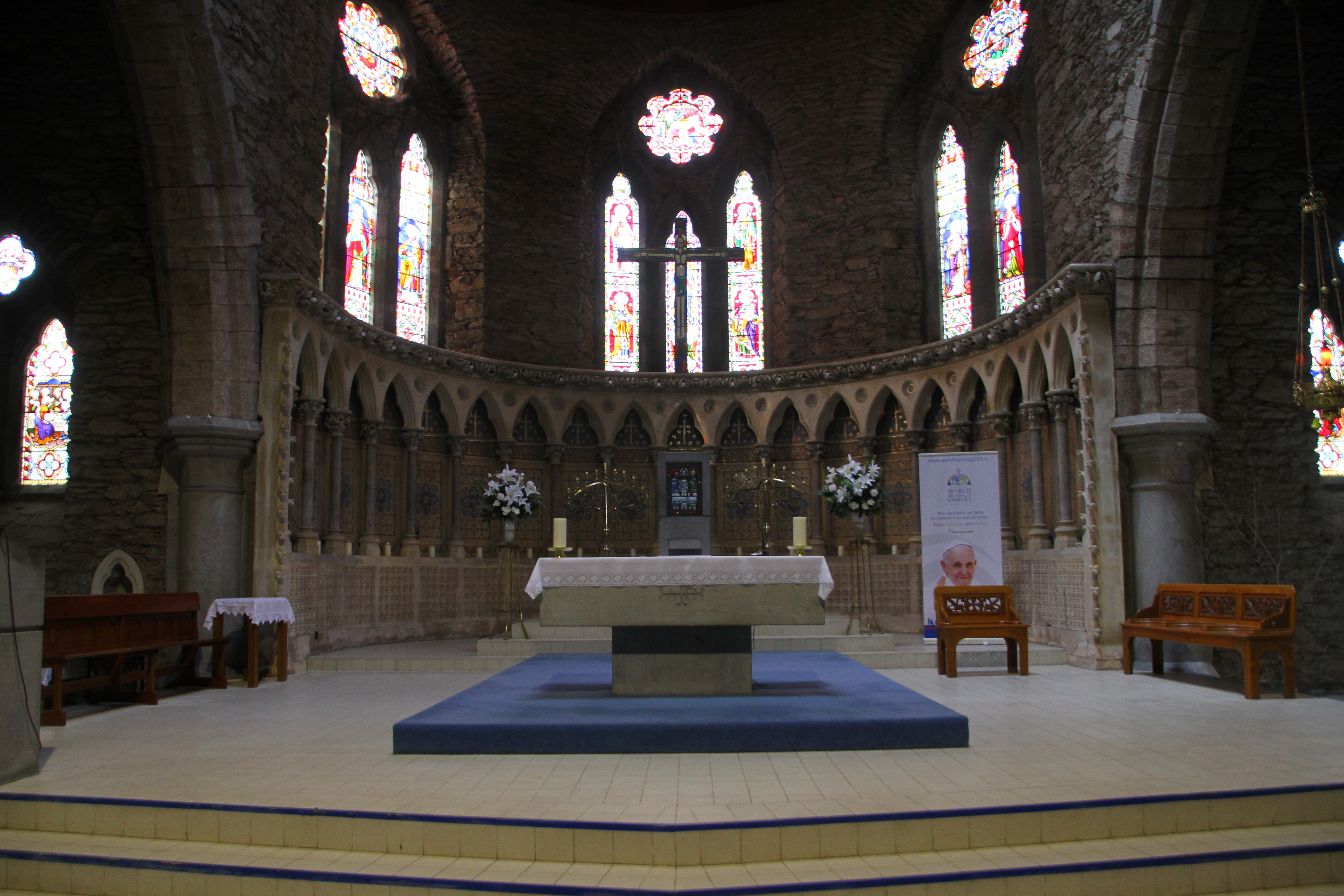

## Agermanaments
- Santa Bàrbara (Califòrnia)
- Tolfa